# Manuel José de Leaniz
Manuel José de Leaniz fue un sacerdote argentino, cura de Jujuy en las primeras décadas del siglo XIX.

## Biografía
Manuel José de Leaniz nació en San Salvador de Jujuy (Argentina) en 1758, hijo de Juan Francisco de Leaniz y de María de los Ángeles Domínguez.
Tras convertirse en sacerdote fue destinado a la provincia de Catamarca. En 1784 fue trasladado a su ciudad natal.
Al producirse la Revolución de mayo de 1810 en Buenos Aires, el 4 de septiembre de 1810 se efectuó un cabildo abierto en Jujuy para elegir diputado ante la Junta, obteniendo Leaniz varios votos.
Donó los terrenos donde hacia 1826 se formó el nuevo cementerio, el que existe actualmente en Jujuy, y al que fueron trasladados los sepultados en los atrios de las iglesias.
Falleció en 1835 siendo cura párroco y vicario foráneo de Jujuy.